# ミリアム・ヨン
ミリアム・ヨン（楊 千嬅、Miriam Yeung Chin-wah、出生名:楊澤樺、1974年2月3日- ）は、香港出身の歌手、女優。
2009年に結婚、2012年6月に男子を出産した。

## 出演作品

### 主な出演映画
- 『感覚100% II』（CS放映題） 百分百感覺 II (2001)
- 『ダミー・マミー』（CS放映題） 玉女添丁 (2001年電影) (2002)
- 『ラブ・アンダーカバー』（CS放映題） 新紮師妹 (2002)
- 『恋の漢方処方箋』（CS放映題） 乾柴烈火 (2002)
- 『恋の風水バトル』（CS放映題） 行運超人 (2003)
- 『ラブ・アンダーカバー2』（CS放映題） 新紮師妹2美麗任務 (2003)
- 『サウンド・オブ・カラー 地下鉄の恋』 地下鐵 (2003)
- 『風雲! 格闘王』 安娜與武林 (2003)
- 『花好月円』（CS放映題） 花好月圓 (2004)
- 『Mr.BOO!花嫁の父』（映画祭タイトル『Mr.BOO! 愛憎バトル』） 煎釀三寶 (2004) 大阪アジアン映画祭2006で上映後、2007年DVD発売
- 『美しい夜、残酷な朝』 三更2 (2004)（オムニバスの中の一作「dumplings」(餃子)に出演）
- 『ぼくの最後の恋人』 千杯不醉 (2005)
- 『私の胸の思い出』 天生一對 (2006)
- 『四大天王』 四大天王 (2006) ※本人役で出演、2006年第19回東京国際映画祭、大阪アジアン映画祭2007で上映
- 毎當變幻時 (2007)　（日本未公開）
- 『来たれ、福の神!』（CS放映題） 財神到 (2010)
- 『恋の紫煙』 志明與春嬌 (2010)　2010年第23回東京国際映画祭で上映
- 抱抱俏佳人 (2010)　（日本未公開）
- 『赤い星の生まれ』 建黨偉業 (2011)　2011回東京・中国映画週間で上映
- 『白蛇伝説〜ホワイト・スネーク〜』 白蛇傳說 (2011)
- 『恋の紫煙2』 春嬌與志明 (2012)　2012年第25回東京国際映画祭、2013年第8回大阪アジアン映画祭で上映
- 『低俗喜劇』低俗喜劇 (2012) 2013年第8回大阪アジアン映画祭で上映
- 『アバディーン』 香港仔 (2014)　2015年第10回大阪アジアン映画祭で上映
- 『単身男女2』 单身男女2 (2014)　2015年第10回大阪アジアン映画祭で上映
- 『小さな園の大きな奇跡』 五個小孩的校長 (2015)　アジアフォーカス・福岡国際映画祭2015で上映後、2016年11月一般公開
- 『私たちが飛べる日』 哪一天我們會飛 (2015)　2016年第11回大阪アジアン映画祭で上映
- 『恋の紫煙3』 春嬌救志明 (2017)　2018年第13回大阪アジアン映画祭で上映

### 吹き替え作品
- TVBドラマ「寵物情緣」 犬（豆豆）の声を担当
- 韓国映画「ほえる犬は噛まない」 広東語版吹き替え - 彼女（ペ・ドゥナ）役
- 韓国映画「猟奇的な彼女」 広東語版吹き替え - ヒョンナム（チョン・ジヒョン）役
- タイ映画「アタック・ナンバーハーフ2 全員集合!」 広東語版吹き替え - Tom Boy 役

### テレビドラマ
武十郎、他多数

## 主な受賞・ノミネート等
2003年
- 第9回香港電影金紫荊奨 最優秀主演女優賞 ノミネート（サウンド・オブ・カラー 地下鉄の恋）

2005年
- 第42回台湾電影金馬獎 最優秀主演女優賞 ノミネート（ぼくの最後の恋人）

2006年
- UA全港觀眾至愛電影大賞 全港觀眾至喜愛女演員大賞 受賞（私の胸の思い出）

2007年
- 第13回香港電影評論学会大奨 最受歡迎電影演員 受賞

2009年
- 見證十年．娛樂大典 最優秀女優賞 ノミネート（每當變幻時）

2011年
- 第30回香港電影金像奨 最優秀主演女優賞 ノミネート（恋の紫煙）
- 第17回香港電影評論学会大奨 最優秀女優賞 受賞（抱抱俏佳人）
- 第17回香港電影評論学会大奨 最優秀女優賞 ノミネート（恋の紫煙）
- 第11回華語傳媒電影大獎 觀眾票選最受矚目女演員 受賞（恋の紫煙）

2013年
- 第32回香港電影金像奨 最優秀主演女優賞 受賞（恋の紫煙2）
- 第9屆華鼎獎 中國最佳女主角獎 ノミネート（恋の紫煙2）
- 第4屆樂視影視盛典 年度電影最佳女演員 受賞（恋の紫煙2）

2016年
- 第22回香港電影評論学会大奨 最優秀女優賞 ノミネート（小さな園の大きな奇跡）
- 第9屆華鼎獎 中國最佳女主角獎' ノミネート（小さな園の大きな奇跡）
- MOKO第二屆全民投選電影金影獎頒獎禮 2015年我最喜愛香港電影女主角 受賞（小さな園の大きな奇跡）

2017年
- 第9屆華鼎獎 中國最佳女主角獎 ノミネート（恋の紫煙3）
- 第1屆最港電影大獎頒獎禮 最港女主角 ノミネート（恋の紫煙3）

※音楽での受賞も多数（List of awards received by Miriam Yeung）

## 日本でのテレビ出演
- EXE (TBS / 2010年8月22日)[2]

またこの際この番組に出演する前に行われたライブで共演したEXILE ATSUSHIとレコーディングを行った。